# 로스 카티오스 국립공원

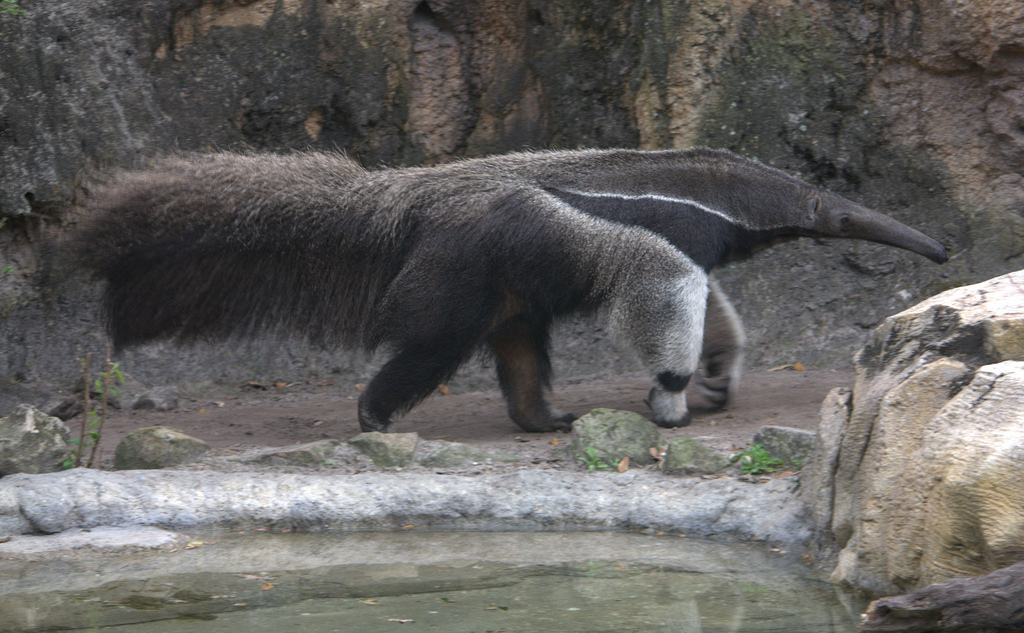
큰개미핥기는 로스 카티오스에 서식하는 동물 중 하나이다.

로스 카티오스 국립공원(Los Katíos National Park) 또는 로스 카티오스 국립 자연공원(스페인어: Parque Nacional Natural (PNN) Los Katíos)은 콜롬비아 북서부에 위치한 보호 지역으로 약 720km2(280평방 마일)에 달한다. 고도 범위는 50~600m(160~1,970피트)이다. 이곳은 파나마와 콜롬비아가 공유하는 울창한 숲 지역인 다리엔 갭(Darién Gap)의 일부이며 파나마의 다리엔 국립공원(Darién National Park)과 인접해 있다. 범아메리카 고속도로가 제안대로 완성되면 로스 카티오스(Los Katíos) 근처나 통과하게 된다. 이 공원은 매우 다양한 식물과 동물 종으로 인해 1994년 유네스코 세계유산으로 지정되었다.
로스 카티오스 국립공원의 지형은 낮은 구릉, 숲, 습지 평야 등으로 다양하다.
이 공원의 가장 큰 두 부분은 서쪽에 있는 다리엔산맥(Serranía del Darién)과 동쪽에 있는 아트라토강(Atrato) 범람원이다. 범람원은 매우 비옥한 토양을 보유하고 있으며 두 가지 유형의 충적 평야로 구성된다. 하나는 자주 범람하는 저지대 테라스로 구성되어 있고 다른 하나는 거의 범람하지 않는 높은 테라스로 구성되어 있다. 또한 고도가 최대 250미터(820피트)에 이르는 낮은 언덕과 높이가 600미터(2,000피트)에 달하는 낮은 언덕도 있다. 늪지대 습지는 공원 전체 면적의 거의 절반에 걸쳐 펼쳐져 있다. 아트라토 범람원의 습지는 독특하다. 토착종 중 하나인 Cativo는 높이가 50미터(160피트)까지 자랄 수 있다.